# 2009년 통가 해저 화산 폭발

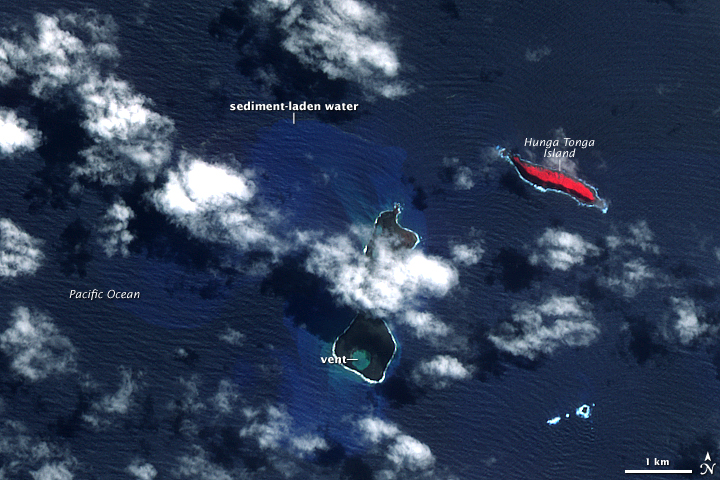

2009년 통가 해저 화산 폭발(영어: Tonga undersea volcanic eruption)은 남태평양의 섬나라인 통가 인근 해저에서 지속적으로 일어나고 있는 해저 화산 폭발을 가리킨다. 2009년 3월 16일 시작됐다. 실질적으로 시작일은 정확치 않다. 훙가통가섬 인근의 해상으로서 섬에서는 통가타푸섬에서 약 11km 정도 떨어져 있다. 20km 떨어진 지역까지 화산재와 연기가 계속 전해지고 있어 화산 활동이 태평양 표면에까지 계속 나타나고 있다고 관련 보도가 전해지고 있다. 파견 관리자들은 수도에 특별한 영향을 끼치고 있지 않은 점으로 볼 때 안심해도 된다고 보고 있으나 계속 탐사에 나서 추이를 지켜보고 있다.
통가 인근은 거대한 화산대를 이루고 있어 태평양 화산지대 안에 든다. 더군다나 해저 화산이 대거 군집해 있는 곳이다.
4일 뒤 지금의 화산 폭발이 리히터 규모 7.9로 일어나 통가 전역에 피해를 주고 있다. 지진과 화산 폭발이 어떠한 이유로 강하게 일어나는지는 알 수 없으나 화산재가 분출돼서 인근의 땅 면적이 늘어날 수도 있다는 지적이 있다.

## 같이 보기
- 2022년 훙가통가 해저화산 분화